# 제28회 모스크바 국제 영화제
제28회 모스크바 국제 영화제는 2006년 6월 23일에 열린 시상식이다.

## 수상 및 후보

### 대상
- 옴 사라 - Othman Karim 수상

### 심사위원특별상
- 드라이빙 레슨 - 제레미 브락 수상

### 여우주연상
- 드라이빙 레슨 - 줄리 월터스 수상

### 남우주연상
- 허공에의 질주 - Jens Harzer 수상

### 감독상
- 사랑도 흥정이 되나요? - 베르뜨랑 블리에 수상

### 새로운 시선상
- 스프링 - 욜킨 투이치에브 수상

### 러시아영화작품상
- NANKIN LANDSCAPE - Valery Rubinchik 수상

### 러시아영화작품상(경쟁)
- 클림트 - 라울 루이즈 수상

### 러시아평론가협회특별언급
- 허공에의 질주 - Bulent Akinci 수상

### 관객상
- 드라이빙 레슨 - 제레미 브락 수상

### 러시아평론가협회심사위원상
- 드라이빙 레슨 - 제레미 브락 수상

### 월드시네마 공로상
- 천카이거 수상

### FIPRESCI상
- 벳 콜렉터 - 제프리 제투리안 수상

### 모스크바 행복감
- Mas que a nada en el mundo - Andres Leon Becker 외1명
- 쿠브라도르 - 제프리 제투리안
- 미스터 애버리지 - 피에르-폴 랑데
- 클림트 - 라울 루이즈
- Kto Nigdy Nie Zyl - 안드레 세베린
- La fiamma sul ghiaccio - Umberto Marino
- 옴 사라 - Karim Othman
- 러브 앤 댄스 - 에티앙 아네르
- Agrypnia - Nikos Grammatikos
- Rokonok - 이스트반 자보
- 세미시구레 - 구로츠치 미츠오
- 사랑도 흥정이 되나요? - 베르뜨랑 블리에
- Snivaj, Zlato Moje - Neven Hitrec
- 애스크 더 더스트 - 로버트 타운
- 허공에의 질주 - Bulent Akinci
- 드라이빙 레슨 - 제레미 브락
- The Worm - Alexey Muradov